# Severská kombinace na Zimních olympijských hrách 1948
V severské kombinaci na Zimních olympijských hrách 1948 ve Svatém Mořici se konala pouze individuální soutěž. Místem konání byl olympijský lyžařský stadion a olympijský skokanský můstek. Němečtí závodníci se po druhé světové válce nezúčastnili.
V severské kombinaci opět dominovali sportovci ze Skandinávie. Nejlepšího umístění z neskandinávských zemí dosáhl Švýcar Niklaus Stump se čtvrtým místem.

## Přehled medailí
| Pořadí | Země          | Zlato | Stříbro | Bronz | Celkově |
| ------ | ------------- | ----- | ------- | ----- | ------- |
| 1.     | Finsko (FIN)  | 1     | 1       | 0     | 2       |
| 2.     | Švédsko (SWE) | 0     | 0       | 1     | 1       |
|        | Celkem        | 1     | 1       | 1     | 3       |

## Medailisté

### Muži
| Disciplína              | Zlato                      | Výkon  | Stříbro                       | Výkon  | Bronz                           | Výkon  |
| ----------------------- | -------------------------- | ------ | ----------------------------- | ------ | ------------------------------- | ------ |
| Jednotlivci (K95/18 km) | Heikki Hasu · Finsko (FIN) | 448.80 | Martti Huhtala · Finsko (FIN) | 433.65 | Sven Israelsson · Švédsko (SWE) | 433.40 |